# Thecla sospes
Thecla sospes är en fjärilsart som beskrevs av Max Wilhelm Karl Draudt 1920. Thecla sospes ingår i släktet Thecla och familjen juvelvingar. Inga underarter finns listade i Catalogue of Life.